# 75852 Elgie
75852 Elgie este o planetă minoră (asteroid), cu un diametru de 3,951 km, din centura de asteroizi. A fost descoperită pe 1 februarie 2000 la Catalina Station⁠(d) de Catalina Sky Survey. 
Obiectul prezintă o orbită caracterizată de o semiaxă mare de 2,5901894769471 UAi, o excentricitate de 0,10871087181793, o înclinație de 14,643817565112 ° în raport cu ecliptica.